# Eriogonum glandulosum
Eriogonum glandulosum là một loài thực vật có hoa trong họ Rau răm. Loài này được (Nutt.) Nutt. ex Benth. mô tả khoa học đầu tiên năm 1856.